# Nick McCabe
Nicholas Joseph "Nick" McCabe (Haydock, Inglaterra, 14 de julho de 1971) é um guitarrista famoso por sua participação na banda inglesa The Verve.
McCabe é o mais jovem de três filhos e cresceu fortemente influenciado pela música que ouvia. Ao conhecer Richard Ashcroft na escola, ambos formaram o Verve junto a Simon Jones e Peter Salisbury.
O som de sua guitarra é considerado por muitos como psicodélico e McCabe sempre expressou um particular interesse em sons sintetizados que são característicos de seu estilo bem como o uso de várias guitarras numa mesma música.